# Sutton Hoo

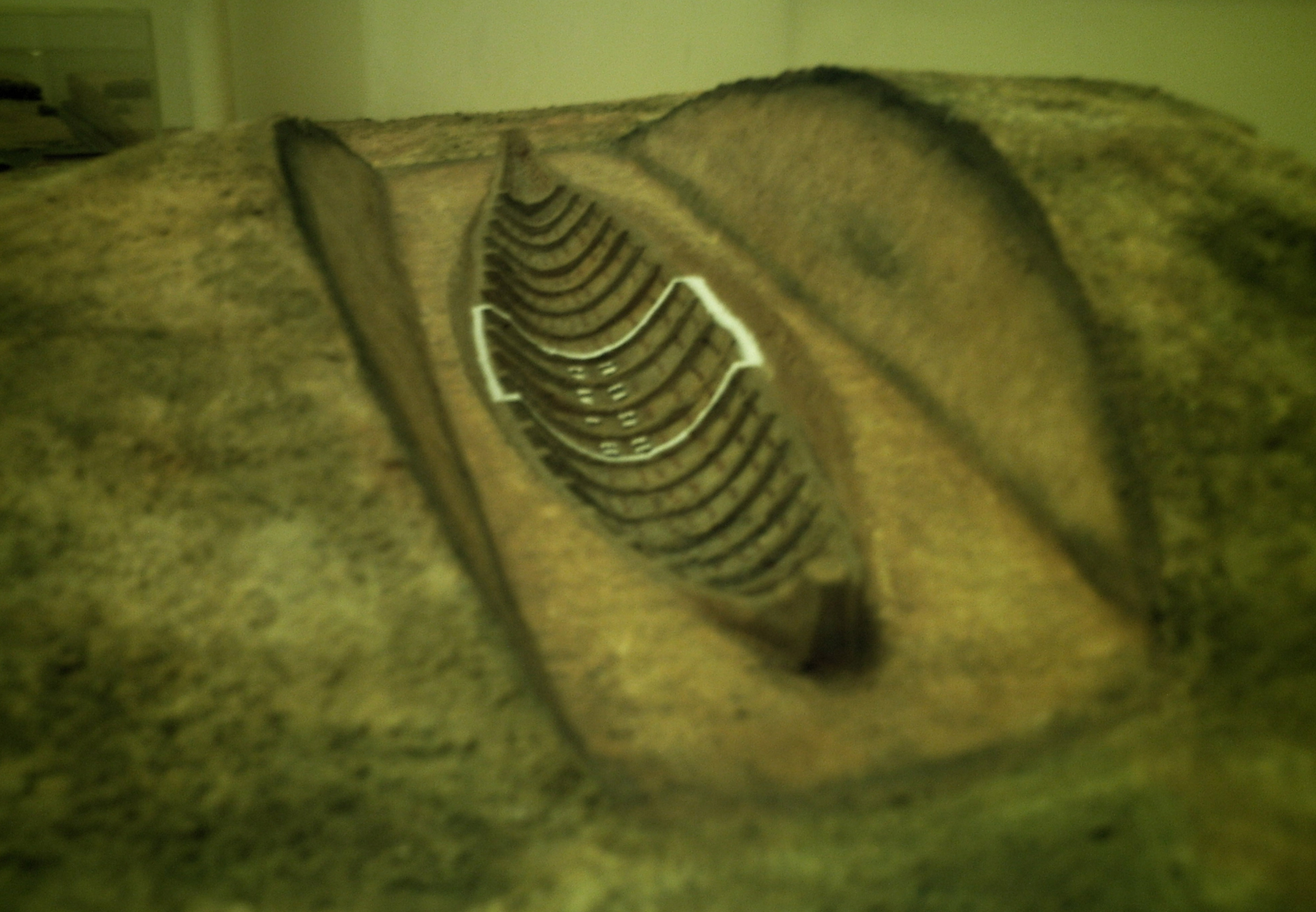
Model Sutton Hoo

Sutton Hoo (anglosaskie sutton „osiedle”, hoo „wzgórze”) – stanowisko archeologiczne we wschodniej Anglii, na południe od Woodbridge w Suffolk, w którym znajduje się anglosaski grób królewski w formie kurhanu (pierwotnie uznawanego za symboliczny cenotaf) odnaleziony w 1939 r. przez archeologa samouka Basila Browna, działającego na zlecenie właścicielki ziemskiej, Edith Pretty.
Była to łódź (90 stóp długości, tj. 27,432 m), na której znajdował się ogromny skarb, będący obecnie w Muzeum Brytyjskim. Prawdopodobnie grobowiec był przeznaczony dla Raedwalda, ostatniego wielkiego króla Anglii Wschodniej (East Anglia) z rodu Waffina, zmarłego ok. 625 r. Ustalono to na podstawie analizy ornamentu na dwóch srebrnych łyżkach. Badania wykazały, że grób należał do króla, który ochrzcił się, ale później powrócił do pogaństwa (co też sam Raedwald uczynił). Kolejnym dowodem było znalezione w sakwie 37 złotych monet merowińskich. W grobowcu nie odnaleziono ciała króla – dlatego pierwotnie przypuszczano, że zaginęło ono na morzu lub w bitwie. Późniejsze badania wykryły jednak w glebie fosforany – wskaźnik, że zostało tam złożone ludzkie ciało, które uległo jednak całkowitemu rozkładowi w kwaśnej glebie.

## Zawartość skarbu
- proporzec królewski;
- ozdobne rzeźbione berło kamienne;

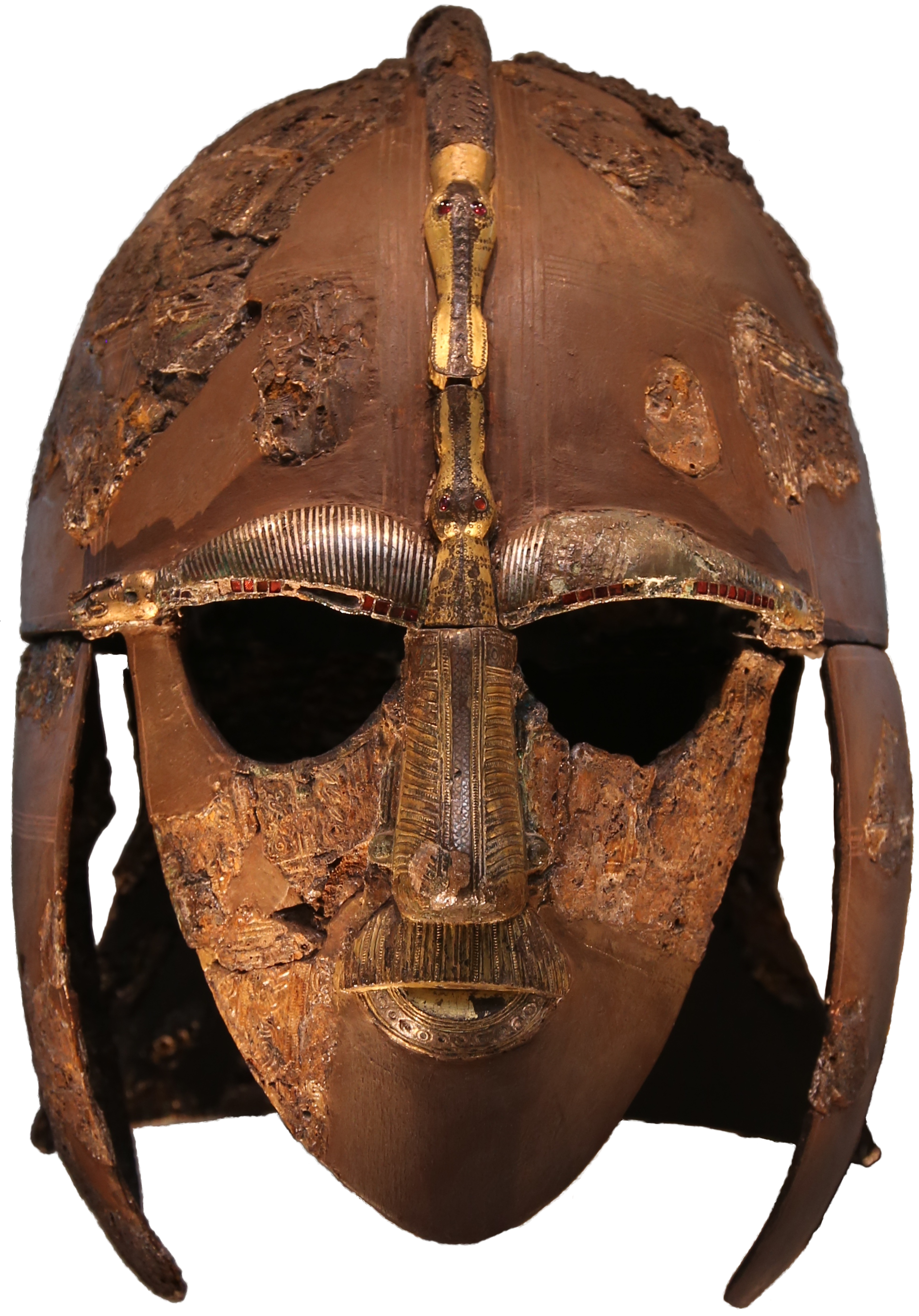
Hełm z Sutton Hoo

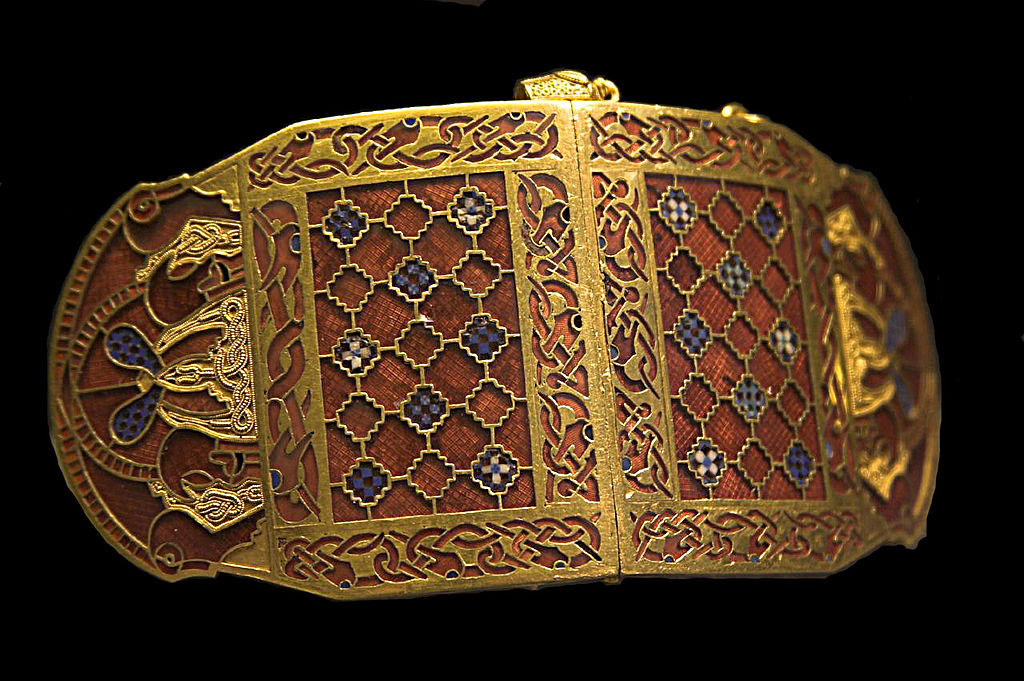
Złota sprzączka

- złota repustowa sprzączka, ozdobiona bogatym ornamentem z zawiłym wzorem plecionki;
- złota przykrywka na sakiewkę oprawiona w granaty;
- złota wysadzana granatami rękojeść miecza i uchwyt do uprzęży miecza;
- para złotych klamer utrzymująca płaszcz na ramionach;
- małe, złote, wysadzane granatami końcówki pasów;
- sprzączki i przybory toaletowe;
- luksusowy srebrny talerz bizantyjski;
- komplet 10 srebrnych mis i tac;
- części liry;
- wielka okrągła tarcza ozdobna z umbem pośrodku i żelaznym imakiem po stronie wewnętrznej;
- kolczuga w kroju tuniki osłaniająca ciało od łokci do połowy ud;
- żelazne groty włóczni;
- żeleźce topora;
- dwuczęściowa agrafa zawiasowa, zdobiona wzorem geometrycznym w postaci 20 małych kwadratów, wykonanym czerwoną i niebieską emalią komórkową (fr. cloisonnè); dwie połowy agrafy połączone są złotą szpilą na łańcuszku;
- brązowe wiszące misy;
- brązowe kotły;
- srebrne rogi do picia w oprawie;
- złote puchary;
- złote monety, dwie sztabki złota;
- szkatułka ze złotym wiekiem;
- pozłacany brązowy hełm z osłonami policzków, maską na twarzy inkrustowaną granatami i grzebieniem stylizowanym na kształt smoka.